# خواكين غاليرا
خواكين غاليرا (بالإسبانية: Joaquín Galera)‏ ولد بتاريخ 25 مايو 1940 في إسبانيا، هو دراج إسباني سابق في صنف سباق الدراجات على الطريق.

## روابط خارجية
- جواكيم غاليرا على موقع أرشيف الدراجات (الإنجليزية)
- جواكيم غاليرا على موقع إحصائيات الدراجات الإحترافية (الإنجليزية)
- جواكيم غاليرا على موقع CycleBase (الإنجليزية)